# Cavité micro-ondes

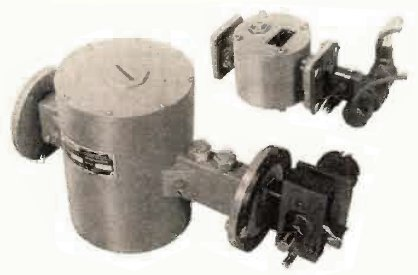
Deux cavités micro-ondes datant de 1955, chacune reliée par un guide d'ondes, à un klystron reflex (à gauche) et à un tube à vide (à droite) utilisés pour générer des micro-ondes. Les cavités servent de résonateurs (circuit bouchon ou réservoir ou) pour déterminer la fréquence des oscillateurs.

Une cavité micro-ondes ou une cavité radiofréquence (cavité RF) est un type particulier de résonateur, constitué d'une structure métallique fermée (ou largement fermée) qui confine les champs électromagnétiques dans la région micro-ondes ou RF du spectre. La structure est soit creuse, soit remplie d'un matériau diélectrique. Les ondes se réfléchissent entre les parois de la cavité. Aux fréquences de résonance de la cavité, elles se renforcent pour former des ondes stationnaires dans la cavité. La cavité fonctionne donc comme un tuyau d'orgue ou une caisse de résonance dans un instrument de musique, oscillant de préférence à une série de fréquences, ses fréquences de résonance. Elle peut ainsi agir comme un filtre passe-bande, laissant passer les ondes d'une fréquence particulière tout en bloquant les ondes de fréquences voisines.
Une cavité micro-ondes se comporte comme un circuit résonnant avec des pertes extrêmement faibles à sa fréquence de fonctionnement, ce qui permet d'obtenir des facteurs de qualité (facteurs Q) de l'ordre de 106 pour les cavités en cuivre, contre 102 pour les circuits constitués d'inductances et de condensateurs séparés à la même fréquence. Pour les cavités supraconductrices, des facteurs de qualité de l'ordre de 1010 sont possibles. Ils sont utilisés à la place des circuits résonnants aux fréquences micro-ondes, car à ces fréquences, les circuits résonnants discrets ne peuvent pas être construits parce que les valeurs d'inductance et de capacité nécessaires sont trop faibles. Elles sont utilisées dans les oscillateurs et les émetteurs pour créer des signaux micro-ondes, et comme filtres pour séparer un signal à une fréquence donnée d'autres signaux, dans des équipements tels que les radars, les faisceaux hertziens micro-ondes, les communications par satellite et les fours à micro-ondes.
Les cavités RF peuvent également manipuler les particules chargées qui les traversent en appliquant une tension d'accélération et sont donc utilisées dans les accélérateurs de particules et les tubes à vide à micro-ondes tels que les klystrons et les magnétrons.

## Théorie du fonctionnement

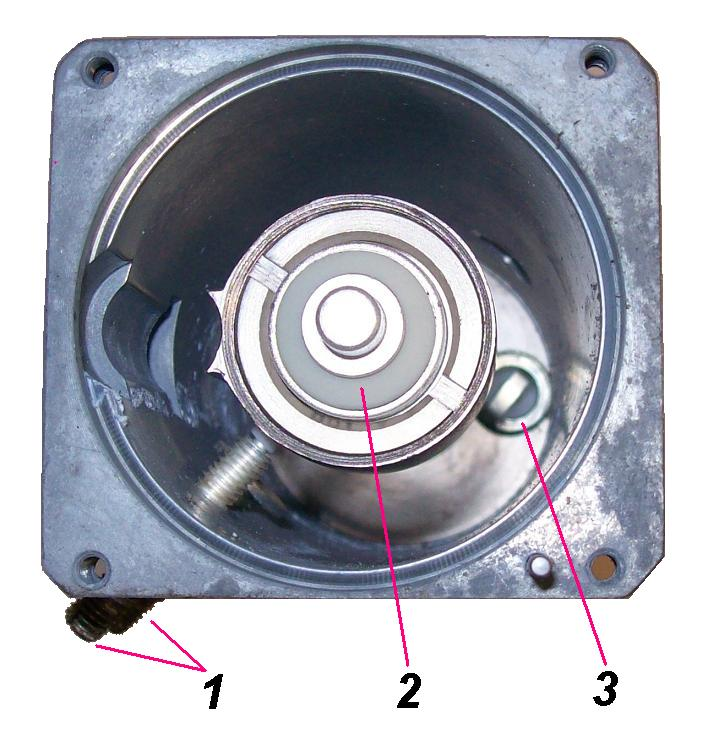
L’intérieur d’une cavité d’un émetteur radar militaire russe, avec le couvercle retiré. La cavité sert de circuit résonnant d’un oscillateur utilisant le tube à vide triode à l’intérieur. Pièces :
(1) Un condensateur ajustable à vis de réglage utilisé pour régler la fréquence ;
(2) Le haut de la triode GS13-1 (ГС-13-1) qui génère les micro-ondes ;
(3) Une boucle de couplage de fils à partir de laquelle la puissance de sortie est prise.

La plupart des cavités résonantes sont constituées de sections fermées (ou court-circuitées) de guide d'ondes ou de matériau diélectrique à haute permittivité (voir résonateur diélectrique (en)). L'énergie électrique et magnétique est stockée dans la cavité. Cette énergie diminue avec le temps en raison de plusieurs mécanismes de perte possibles.
La section « Physique des cavités SRF » de l'article sur les radiofréquences supraconductrices (en) contient un certain nombre d'expressions importantes et utiles qui s'appliquent à toute cavité micro-ondes :
L'énergie stockée dans la cavité est donnée par l'intégrale de la densité d'énergie du champ sur son volume,
{\displaystyle U={\frac {\mu _{0}}{2}}\int {|{\overrightarrow {H}}|^{2}dV}} ,
où : 
H est le champ magnétique dans la cavité et
μ0 est la perméabilité de l'espace libre.
La puissance dissipée due uniquement à la résistivité des parois de la cavité est donnée par l'intégrale des pertes résistives des parois sur sa surface,
{\displaystyle P_{d}={\frac {R_{s}}{2}}\int {|{\overrightarrow {H}}|^{2}dS}} ,
où : 
Rs est la résistance superficielle.
Pour les cavités en cuivre fonctionnant à température ambiante, Rs est simplement déterminé par la conductivité électrique globale mesurée empiriquement σ
{\displaystyle R_{s\ normal}={\sqrt {\frac {\omega \mu _{0}}{2\sigma }}}}.
Le facteur de qualité d'un résonateur est défini par :
{\displaystyle Q_{o}={\frac {\omega U}{P_{d}}}},
où : 
ω est la fréquence de résonance en [rad/s],
U est l'énergie stockée dans [J], et
Pd est la puissance dissipée en [W] dans la cavité pour maintenir l'énergie U.
Les pertes de base sont dues à la conductivité finies des parois de la cavité et aux pertes diélectriques (en) du matériau remplissant la cavité. D'autres mécanismes de perte existent dans les cavités évacuées, par exemple l'effet multipactor ou l'émission par effet de champ. L'effet multipacteur et l'émission d'électrons de champ génèrent de nombreux électrons à l'intérieur de la cavité. Ces électrons sont accélérés par le champ électrique dans la cavité et extraient ainsi de l'énergie de l'énergie stockée dans la cavité. Finalement, les électrons heurtent les parois de la cavité et perdent leur énergie. Dans les cavités radiofréquence supraconductrice, il existe des mécanismes de perte d'énergie supplémentaires associés à la détérioration de la conductivité électrique de la surface supraconductrice due à l'échauffement ou à la contamination. 
Chaque cavité possède de nombreuses fréquences de résonance qui correspondent à des modes de champ électromagnétique satisfaisant les conditions aux limites nécessaires sur les parois de la cavité. En raison de ces conditions aux limites qui doivent être satisfaites à la résonance (les champs électriques tangentiels doivent être nuls sur les parois de la cavité), les dimensions de la cavité doivent satisfaire à des valeurs particulières à la résonance. Selon le mode transverse de résonance, les dimensions transversales de la cavité peuvent être limitées à des expressions liées à des fonctions géométriques, ou à des zéros de fonctions de Bessel ou à leurs dérivés (voir ci-dessous), en fonction des propriétés de symétrie de la forme de la cavité. Il s'ensuit que la longueur de la cavité doit être un multiple entier de la demi-longueur d'onde à la résonance (voir page 451 de Ramo et al).  Dans ce cas, une cavité résonante peut être considérée comme une résonance dans une ligne de transmission de demi-longueur d'onde court-circuitée.
Les dimensions externes d'une cavité peuvent être considérablement réduites dans son mode de fréquence le plus bas en chargeant la cavité avec des éléments capacitifs ou inductifs. Les cavités chargées présentent généralement des symétries plus faibles et compromettent certains indicateurs de performance, tels que le meilleur facteur Q. À titre d'exemple, la cavité rentrante et le résonateur hélicoïdal (en) sont des cavités chargées capacitivement et inductivement, respectivement.

### Cavité multi-cellules
Les cavités à cellule unique peuvent être combinées dans une structure pour accélérer les particules (telles que les électrons ou les ions) plus efficacement qu'une cavité à cellule unique. La figure provient du ministère américain de l’Énergie et montre une cavité supraconductrice multicellulaire dans une salle blanche du Fermi National Accelerator Laboratory.

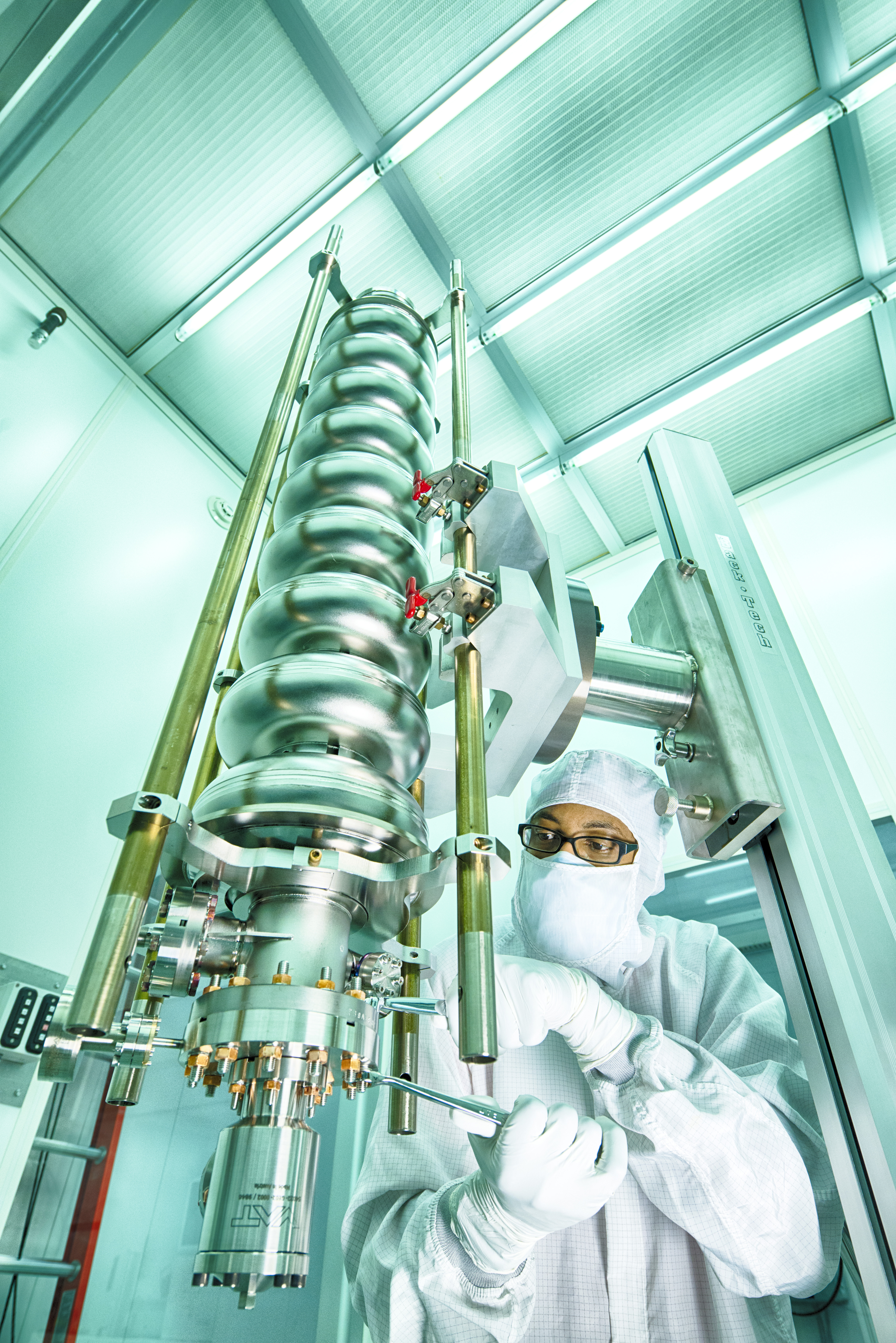
U.S. Department of Energy - Science - 270 119 001 (22613353795)

### Cavités micro-ondes chargées

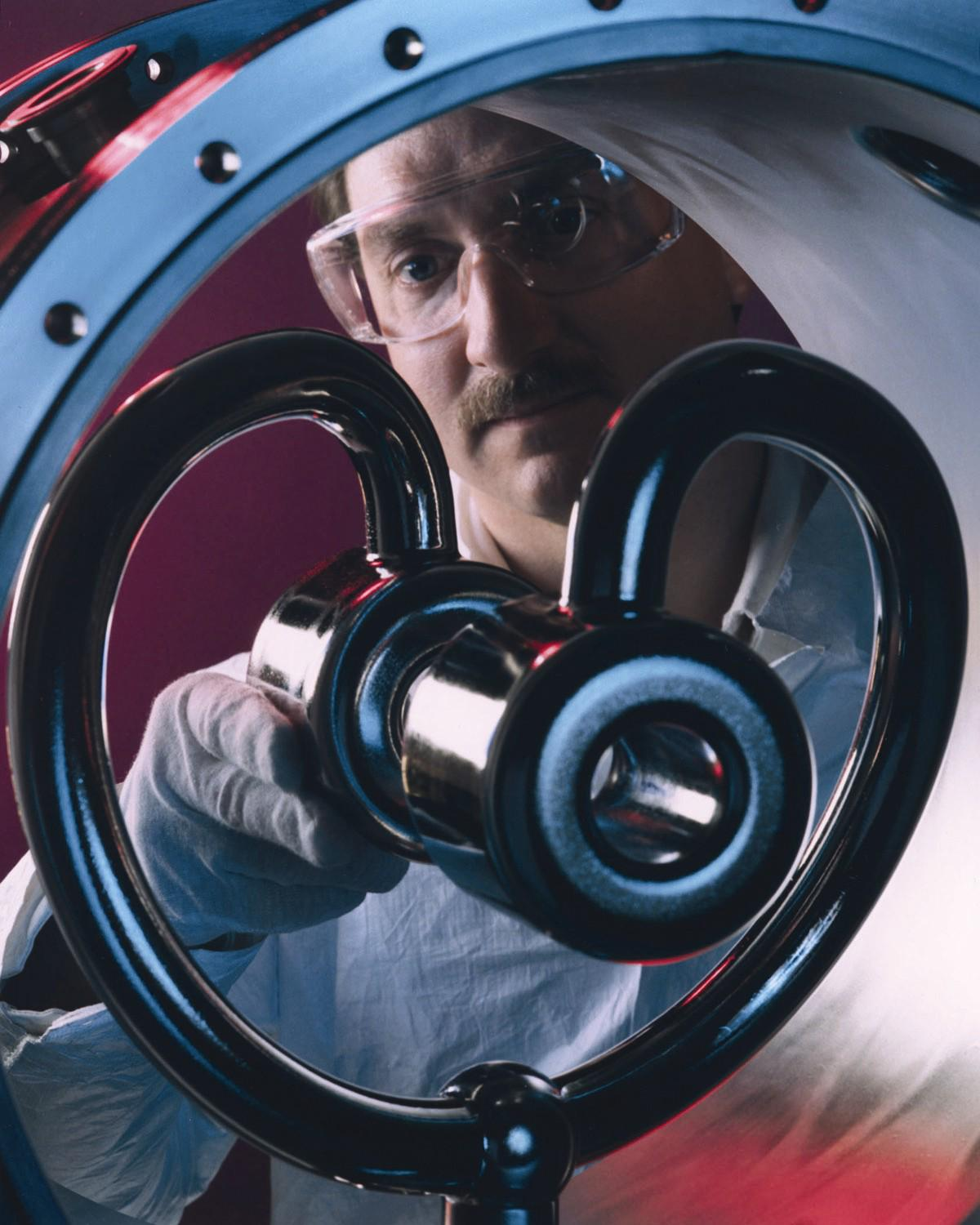
Résonateur à anneau fendu (couvercles d'extrémité retirés)

Une cavité micro-ondes possède un mode fondamental, qui présente la fréquence de résonance la plus basse de tous les modes de résonance possibles. Par exemple, le mode fondamental d'une cavité cylindrique est le mode TM010. Pour certaines applications, il existe une motivation pour réduire les dimensions de la cavité. Cela peut être fait en utilisant une cavité chargée, où une charge capacitive ou inductive est intégrée dans la structure de la cavité. 
La fréquence de résonance précise d'une cavité chargée doit être calculée en utilisant la méthode des éléments finis pour les équations de Maxwell avec des conditions aux limites. 
Les cavités chargées (ou résonateurs) peuvent également être configurées comme des cavités multicellulaires. 
Les cavités chargées sont particulièrement adaptées à l'accélération de particules chargées à faible vitesse. 
Cette application pour de nombreux types de cavités chargées, certains types courants sont répertoriés ci-dessous.
- La cavité réentrante[5],[3]
- Le résonateur hélicoïdal (en) Résonateur hélicoïdal.
- Le résonateur en spirale[6]

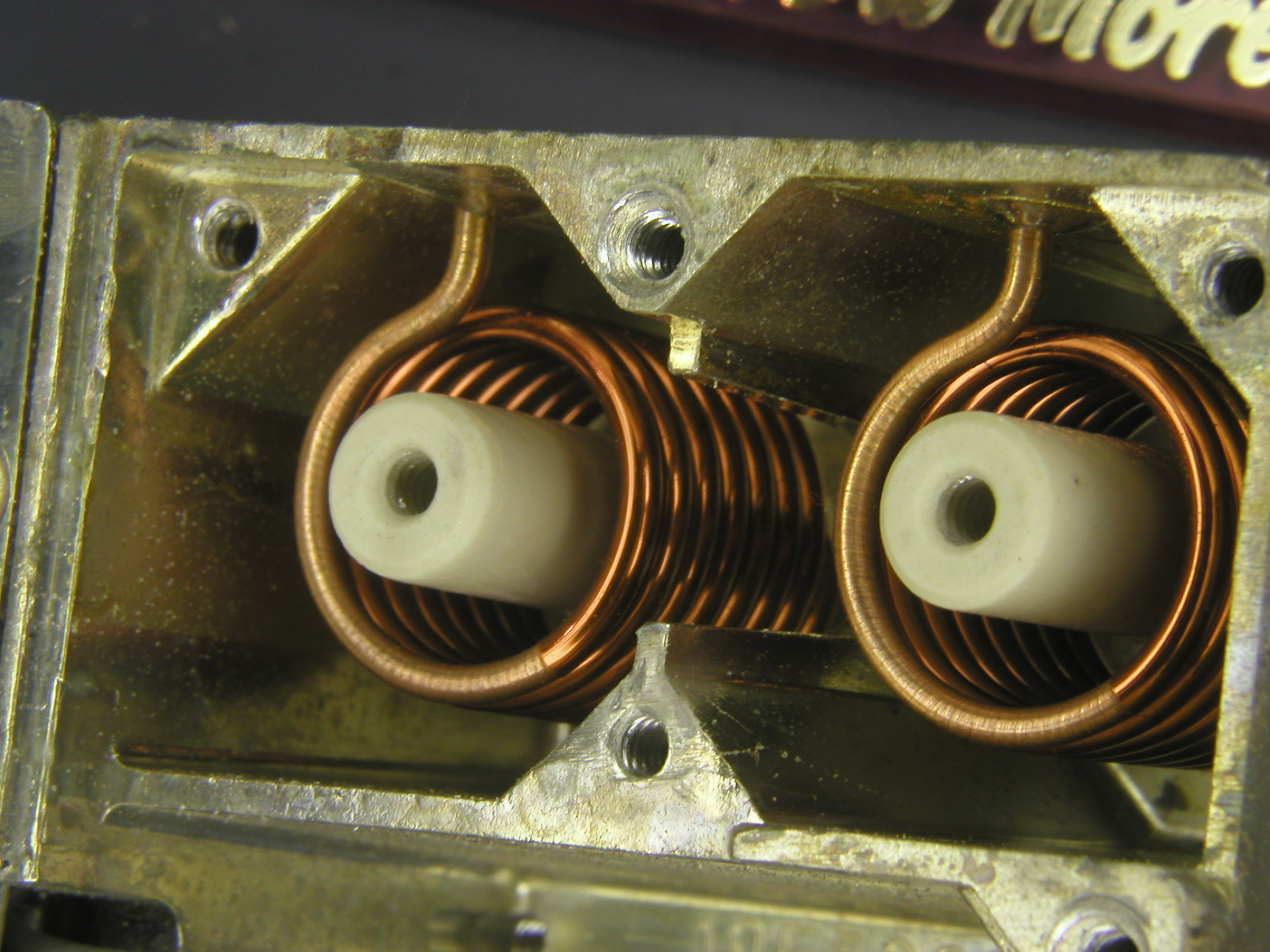
Résonateur hélicoïdal.

- Le résonateur à anneau divisé[7] Résonateur à anneau fendu (couvercles d'extrémité retirés)
- Le résonateur quart d'onde[8]
- Le résonateur demi-onde[9]. Une variante du résonateur demi-onde est le résonateur à rayons[10].
- Le quadrupole radiofréquence (en)[11] Quadrupole radiofréquence (couvercle retiré).

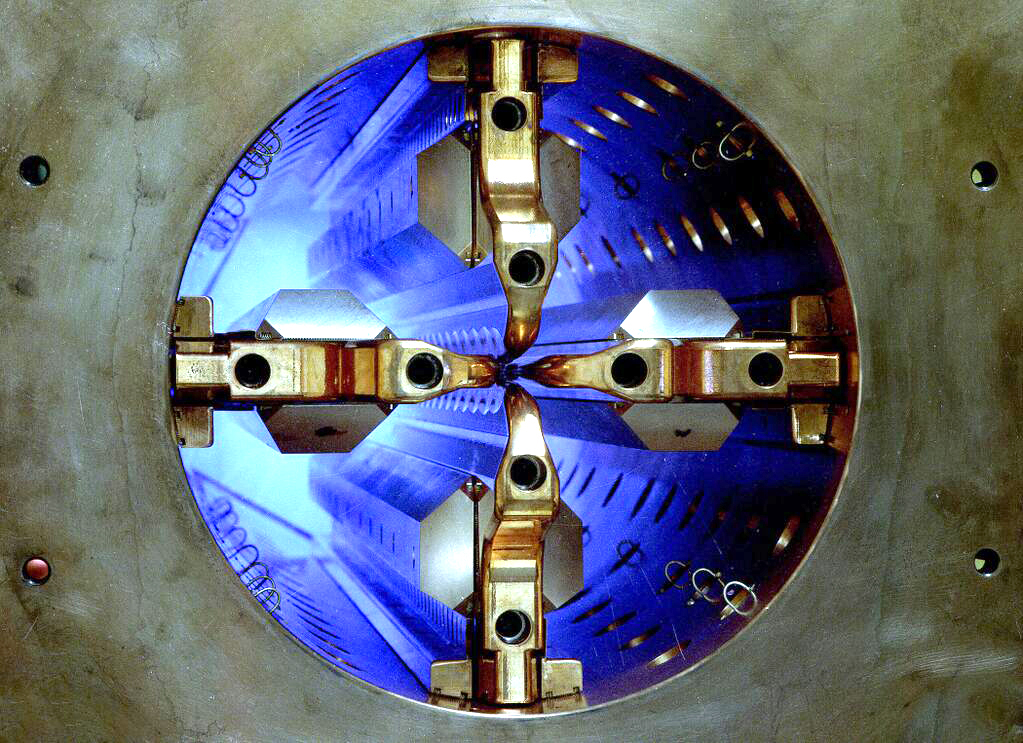
Quadrupole radiofréquence (couvercle retiré).

- Cavité en crabe (en). Les cavités compactes en crabe constituent une amélioration importante pour le LHC[12],[13].

Le facteur Q d'un Le mode dans une cavité résonante peut être calculé. Pour une cavité avec des degrés de symétrie élevés, en utilisant des expressions analytiques du champ électrique et magnétique, des courants de surface dans les parois conductrices et du champ électrique dans un matériau diélectrique avec perte. Pour les cavités de formes arbitraires, des méthodes des éléments finis pour les équations de Maxwell avec conditions aux limites doivent être utilisées. Les mesures du facteur Q d'une cavité se font à l'aide d'un analyseur de réseau vectoriel, ou dans le cas d'un facteur Q très élevé en mesurant le temps de décroissance exponentielle {\displaystyle \tau } des champs, et en utilisant la relation {\displaystyle Q=\pi f\tau }. Les champs électromagnétiques dans la cavité sont excités via un couplage externe. Une source d'alimentation externe est généralement couplée à la cavité par une petite ouverture, une petite sonde filaire ou une boucle, voir page 563 de Ramo et al. La structure de couplage externe a un effet sur les performances de la cavité et doit être pris en compte dans l'analyse globale, voir Montgomery et al., page 232.

### Fréquences de résonance
Les fréquences de résonance d'une cavité sont fonction de sa géométrie. 

#### Cavité rectangulaire

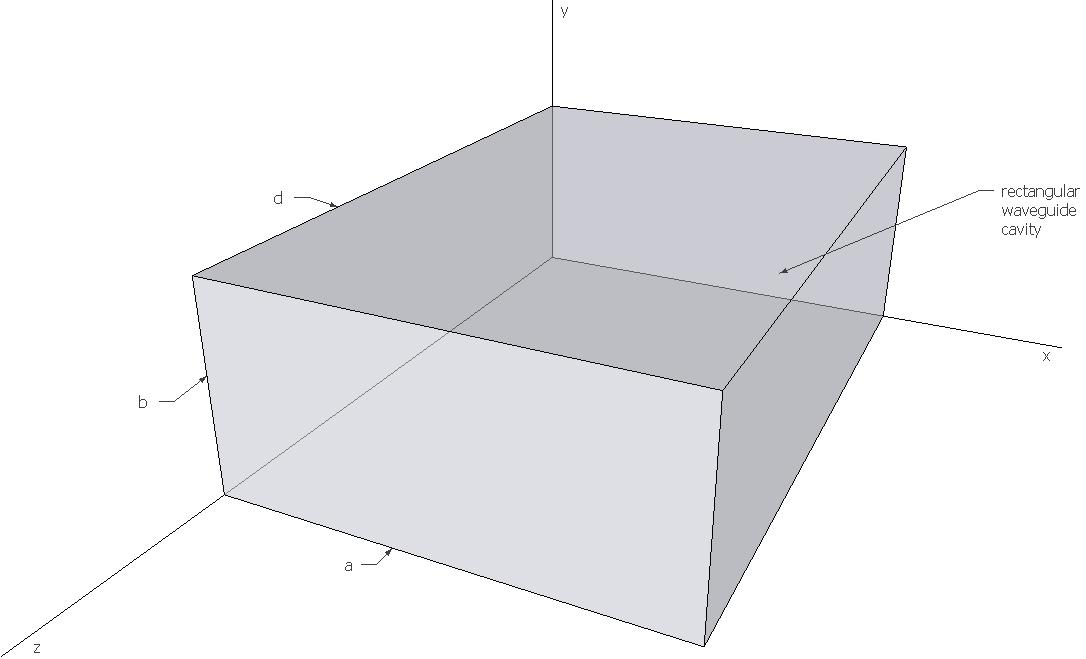
Cavité rectangulaire.

Les fréquences de résonance d'une cavité micro-onde rectangulaire pour tout mode résonnant {\displaystyle \scriptstyle TE_{mnl}} ou {\displaystyle \scriptstyle TM_{mnl}} peuvent être calculées en imposant des conditions aux limites sur les expressions du champ électromagnétique. Cette fréquence est donnée à la page 546 de Ramo et al :

| {\displaystyle {\begin{aligned}f_{mnl}&={\frac {c}{2\pi {\sqrt {\mu _{r}\epsilon _{r}}}}}\cdot k_{mnl}\\&={\frac {c}{2\pi {\sqrt {\mu _{r}\epsilon _{r}}}}}{\sqrt {\left({\frac {m\pi }{a}}\right)^{2}+\left({\frac {n\pi }{b}}\right)^{2}+\left({\frac {l\pi }{d}}\right)^{2}}}\\&={\frac {c}{2{\sqrt {\mu _{r}\epsilon _{r}}}}}{\sqrt {\left({\frac {m}{a}}\right)^{2}+\left({\frac {n}{b}}\right)^{2}+\left({\frac {l}{d}}\right)^{2}}}\end{aligned}}} | \| \| \| \| \| \| \| \| | (1) |
| |                         |     |
| |                         |     |
 où {\displaystyle \scriptstyle k_{mnl}} est le nombre d'onde, 
avec {\displaystyle \scriptstyle m}, {\displaystyle \scriptstyle n}, {\displaystyle \scriptstyle l} étant les numéros de mode et {\displaystyle \scriptstyle a}, {\displaystyle \scriptstyle b}, {\displaystyle \scriptstyle d} étant les dimensions correspondantes ; c est la vitesse de la lumière dans le vide ; et {\displaystyle \scriptstyle \mu _{r}} et {\displaystyle \scriptstyle \epsilon _{r}} sont respectivement la perméabilité magnétique et la permittivité relatives du remplissage de la cavité. 

#### Cavité cylindrique

Cavité cylindrique.

Les solutions de champ d'une cavité cylindrique de longueur {\displaystyle \scriptstyle L} et de rayon {\displaystyle \scriptstyle R} découlent des solutions d'un guide d'onde cylindrique avec des conditions aux limites électriques supplémentaires à la position des plaques enveloppantes. Les fréquences de résonance sont différentes pour les modes TE et TM. 
Modes TM
Voir Jackson

| {\displaystyle f_{mnp}={\frac {c}{2\pi {\sqrt {\mu _{r}\epsilon _{r}}}}}{\sqrt {\left({\frac {X_{mn}}{R}}\right)^{2}+\left({\frac {p\pi }{L}}\right)^{2}}}} | \| \| \| \| \| \| \| \| | (2a) |
| |                         |      |
| |                         |      |
Modes TE
Voir Jackson

| {\displaystyle f_{mnp}={\frac {c}{2\pi {\sqrt {\mu _{r}\epsilon _{r}}}}}{\sqrt {\left({\frac {X'_{mn}}{R}}\right)^{2}+\left({\frac {p\pi }{L}}\right)^{2}}}} | \| \| \| \| \| \| \| \| | (2b) |
| |                         |      |
| |                         |      |
Ici, {\displaystyle \scriptstyle X_{mn}} désigne le {\displaystyle \scriptstyle n}-ième zéro du {\displaystyle \scriptstyle m}-ième de la fonction de Bessel, et {\displaystyle \scriptstyle X'_{mn}} désigne le {\displaystyle \scriptstyle n}-ème zéro de la « dérivée » de la {\displaystyle \scriptstyle m}-ième fonction de Bessel. {\displaystyle \scriptstyle \mu _{r}} et {\displaystyle \scriptstyle \epsilon _{r}} sont respectivement des perméabilité magnétique et permittivité relatives.

### Facteur de qualité
Le facteur de qualité {\displaystyle \scriptstyle Q} d'une cavité peut être décomposé en trois parties, représentant différents mécanismes de perte de puissance. 
- {\displaystyle \scriptstyle Q_{c}}, résultant de la perte de puissance dans les parois qui ont une conductivité finie. Les Q du mode de fréquence la plus basse, ou "mode fondamental" sont calculés, voir pp. 541-551 dans Ramo et al[2] pour une cavité rectangulaire (équation 3a) de dimensions {\displaystyle a,b,d} et les paramètres {\displaystyle l=1,m=0,n=0}, ainsi que le mode {\displaystyle TM_{010}} d'une cavité cylindrique (équation 3b). avec les paramètres {\displaystyle m=0,n=1,p=0} tels que définis ci-dessus.

| {\displaystyle Q_{c}={\frac {\pi \eta }{4R_{s}}}\cdot {\frac {2b\left(a^{2}+d^{2}\right)^{1.5}}{ad\left(a^{2}+d^{2}\right)+2b\left(a^{3}+d^{3}\right)}},} | \| \| \| \| \| \| \| \| | (3a) |
| |                         |      |
| |                         |      |

| {\displaystyle Q_{c}={\frac {\eta }{2R_{s}}}\cdot {\frac {X_{01}}{{\frac {a}{d}}+1}},} | \| \| \| \| \| \| \| \| | (3b) |
|                                                                                        |                         |      |
|                                                                                        |                         |      |
où {\displaystyle \scriptstyle \eta } est l'impédance intrinsèque du diélectrique, {\displaystyle \scriptstyle R_{s}} est la résistivité de surface des parois creuses. Notez que {\displaystyle X_{01}\approx 2.405}. 
- {\displaystyle \scriptstyle Q_{d}}, résultant de la perte de puissance dans le matériau diélectrique avec perte remplissant la cavité, où {\displaystyle \scriptstyle \tan \delta } est la tangente de perte (en) du diélectrique :

| {\displaystyle Q_{d}={\frac {1}{\tan \delta }}\,} | \| \| \| \| \| \| \| \| | (4) |
|                                                   |                         |     |
|                                                   |                         |     |
- {\displaystyle \scriptstyle Q_{ext}}, résultant d'une perte de puissance à travers des surfaces non fermées (trous) de la géométrie de la cavité.

Le facteur Q total de la cavité peut être trouvé comme à la page 567 de Ramo et al :

| {\displaystyle Q=\left({\frac {1}{Q_{c}}}+{\frac {1}{Q_{d}}}+{\frac {1}{Q_{ext}}}\right)^{-1}\,} | \| \| \| \| \| \| \| \| | (5) |
|                                                                                                  |                         |     |
|                                                                                                  |                         |     |

## Comparaison avec les circuits LC

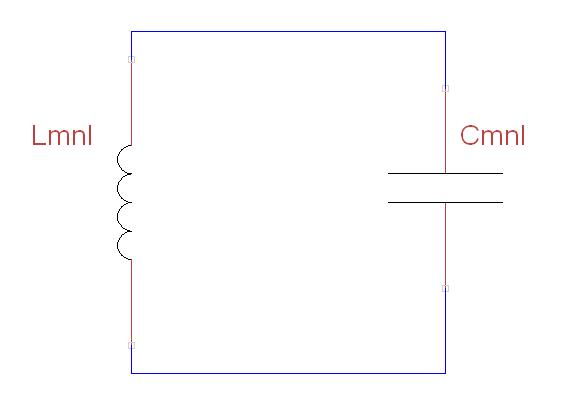
LC circuit équivalent pour la cavité résonante micro-ondes.

Les cavités résonantes micro-ondes peuvent être représentées et considérées comme de simples circuits LC, voir les pages de Montgomery et al. 207-239. Pour une cavité micro-ondes, l'énergie électrique stockée est égale à l'énergie magnétique stockée à la résonance comme c'est le cas pour un circuit LC résonant. En termes d'inductance et de capacité, la fréquence de résonance pour un mode {\displaystyle \scriptstyle mnl} donné peut être écrite comme indiqué dans Montgomery et al page 209

| {\displaystyle L_{mnl}=\mu k_{mnl}^{2}V\,} | \| \| \| \| \| \| \| \| | (6) |
|                                            |                         |     |
|                                            |                         |     |

| {\displaystyle C_{mnl}={\frac {\ epsilon}{k_{mnl}^{4}V}}\,} | \| \| \| \| \| \| \| \| | (7) |
|                                                             |                         |     |
|                                                             |                         |     |

| {\displaystyle {\begin{aligned}f_{mnl}&={\frac {1}{2\pi {\sqrt {L_{mnl}C_{mnl}}}}}\\&={\frac {1}{2\pi {\sqrt {{\frac {1}{k_{mnl}^{2}}}\mu \ epsilon}}}}\end{aligned}}} | \| \| \| \| \| \| \| \| | (8) |
| |                         |     |
| |                         |     |
où V est le volume de la cavité, {\displaystyle \scriptstyle k_{mnl}} est le numéro d'onde du mode et {\displaystyle \scriptstyle \epsilon } et {\displaystyle \scriptstyle \mu } sont respectivement la permittivité et la perméabilité. Pour mieux comprendre l'utilité des cavités résonantes aux fréquences micro-ondes, il est utile de noter que les inductances et condensateurs conventionnels commencent à devenir peu pratiques avec l'augmentation de la fréquence dans le domaine VHF, et encore plus pour les fréquences supérieures à un gigahertz. En raison de leurs faibles pertes et de leurs facteurs Q élevés, les résonateurs à cavité sont préférés aux résonateurs LC discrets et lignes de transmission conventionnels à hautes fréquences. 

### Pertes dans les circuits résonants LC

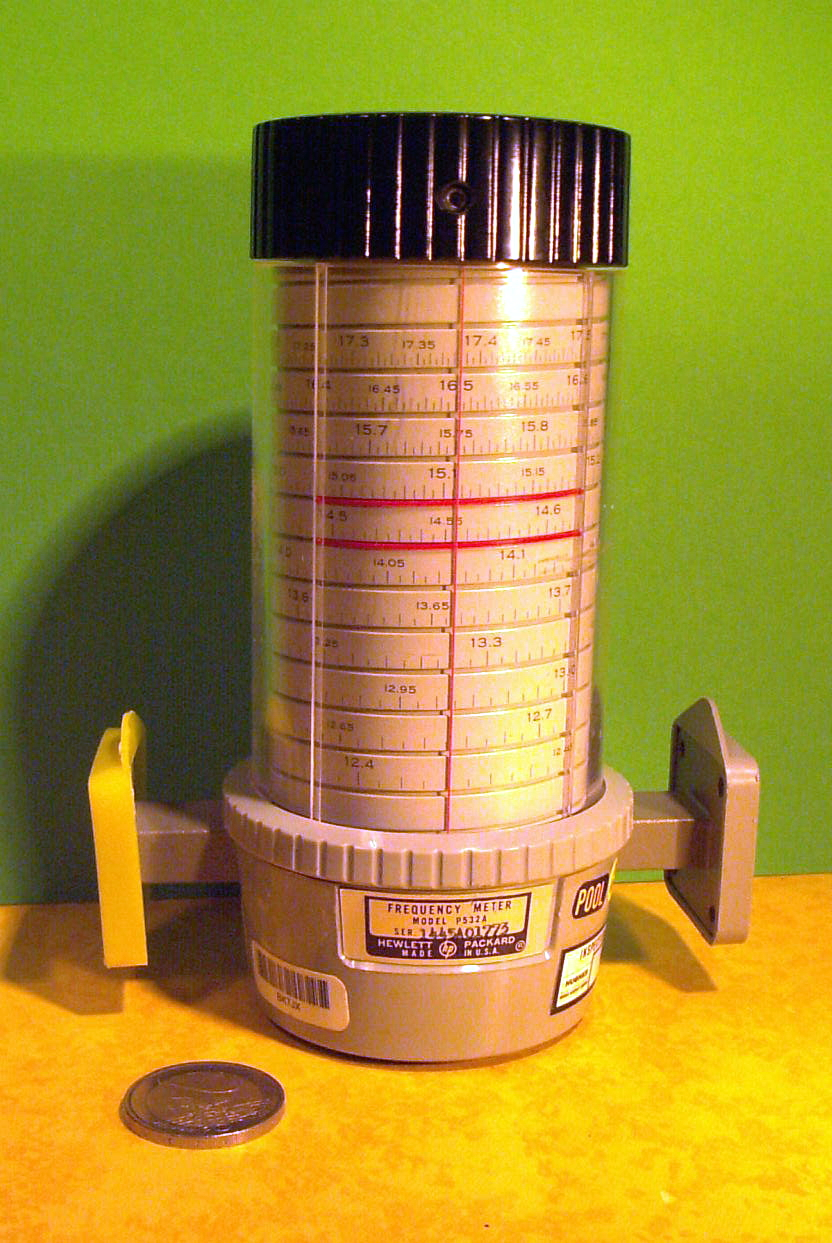
Un à absorption. Cet exemple historique de détermination de la fréquence d'une cavité consistait en une cavité réglable et calibrée en fréquence. Lorsque la fréquence de résonance de la cavité atteint la fréquence des micro-ondes appliquées, elle absorbe de l'énergie, provoquant une baisse de la puissance de sortie. Ensuite, la fréquence peut être lue sur l'échelle. De nos jours, on utilise un analyseur de réseau.

Les bobines d'inductance conventionnelles sont généralement enroulés à partir d'un fil en forme d'hélice sans noyau. L'effet de peau fait que la résistance à haute fréquence des inductances est plusieurs fois supérieure à leur résistance en courant continu. De plus, la capacité entre les spires provoque des pertes diélectriques dans l'isolant qui recouvre les fils. Ces effets augmentent la résistance à haute fréquence et diminuent le facteur Q. 
Les condensateurs conventionnels utilisent l'air, du mica, de la céramique ou éventuellement du téflon pour un diélectrique. Même avec un diélectrique à faibles pertes, les condensateurs sont également sujets à des pertes par effet de peau dans leurs broches et plaques (électrodes). Les deux effets augmentent leur résistance série équivalente et réduisent leur facteur Q. 
Même si le facteur Q des inductances et condensateurs VHF est suffisamment élevé pour être utile, les propriétés de leurs éléments parasites peuvent affecter de manière significative leurs performances dans cette gamme de fréquences. La capacité shunt d'une inductance peut être plus importante que son inductance série attendue. L'inductance série d'un condensateur peut être plus importante que sa capacité shunt attendue. En conséquence, dans les domaines VHF ou micro-ondes, un condensateur peut apparaître comme une inductance et une inductance peut apparaître comme un condensateur. Ces phénomènes sont mieux connus sous les noms d'inductance parasite et de capacité parasite.

### Pertes dans les résonateurs à cavité
La perte diélectrique de l'air est extrêmement faible pour les champs électriques ou magnétiques à haute fréquence. Les cavités micro-ondes remplies d'air confinent les champs électriques et magnétiques aux espaces d'air situés entre leurs parois. Les pertes électriques dans de telles cavités sont presque exclusivement dues aux courants circulant dans les parois de la cavité. Bien que les pertes dues aux courants muraux soient faibles, les cavités sont fréquemment plaquées d'argent pour augmenter leur conductivité électrique et réduire encore davantage ces pertes. Les cavités de cuivre s'oxydent fréquemment, ce qui augmente leur perte. Le placage d'argent ou d'or empêche l'oxydation et réduit les pertes électriques dans les parois creuses. Même si l’or n’est pas un aussi bon conducteur que le cuivre, il empêche néanmoins l’oxydation et la détérioration du facteur Q qui en résulte au fil du temps. Cependant, en raison de son coût élevé, il n’est utilisé que dans les applications les plus exigeantes. 
Certains résonateurs pour satellites sont plaqués argent et recouverts d'une couche de flash d'or. Le courant circule alors principalement dans la couche d’argent à haute conductivité, tandis que la couche de flash d’or protège la couche d’argent de l’oxydation.